# Борнмут

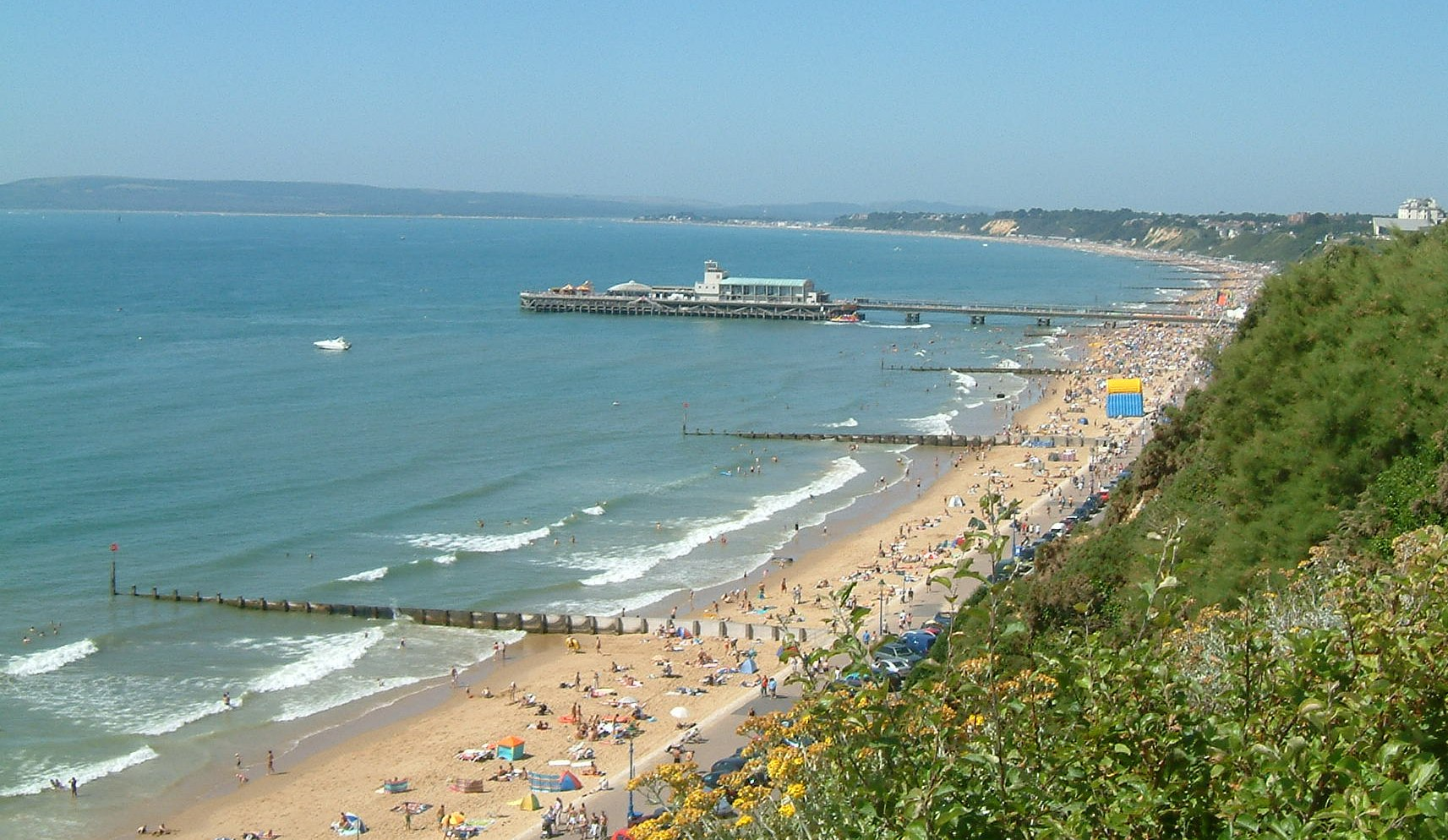
На борнмутском взморье

Бо́рнмут (англ. Bournemouth; английское произношение: [ˈbɔːrnməθ]) — город в графстве Дорсет, популярный среди англичан курорт на берегу Ла-Манша, на западе соседствующий с Пулом. Название переводится как «устье Борна» (имеется в виду ручей, впадающий здесь в пролив). Население составляет 163,5 тыс. чел. (2004). Административный центр унитарной единицы Борнмут.
Первым местные пляжи, пустоши и живописные овраги оценил дорсетский помещик Трегонуэлл, в 1810 году начавший строить здесь дачу. Через 30 лет приморское поселение насчитывало уже 26 хозяйств. В 1870 г. в Борнмут пришла железная дорога, каждое лето доставлявшая сюда тысячи лондонцев. Особенно город стал популярен среди пенсионеров. В частности, здесь умер Джон Рональд Руэл Толкин.
Благодаря множеству общественных зданий в Борнмуте часто проводятся конференции и конгрессы. В 1992 г. организован Борнмутский университет. Действует аэропорт. Футбольный клуб «Борнмут» выступает в высших дивизионах английского футбола.
До того, как он был основан в 1810 году Льюисом Трегонвеллом, этот район представлял собой лишь пустошь, которую иногда посещали рыбаки и контрабандисты. Город впервые получил популярность как курорт, когда упоменание про это появилось в книге Августа Грэнвилла (Итальянец, поэт, врач) в 1841 году. Рост Борнмута ускорился с появлением железной дороги, и он стал полноценным городом в 1870 году.
Центр города имеет примечательную викторианскую архитектуру, а местный памятник — 202-футовый (62 м) шпиль церкви Святого Петра, одной из трех церквей в районе. Расположение Борнмута сделало его популярным местом для туристов, ежегодно привлекая более пяти миллионов посетителей своими пляжами и популярной ночной жизнью. Город также является региональным деловым центром, домом Борнмутского международного центра или BIC, а также финансовым сектором, валовая добавленная стоимость которого составляет более 1000 миллионов фунтов стерлингов.

## История
В XII веке область вокруг устья реки Борн была частью деревни Холденхерст, позже она была расширена, чтобы включить поселения Норт-Эшли, Масклифф, Муклшелл, Труп, Ифорд, Покесдаун, Тактон и Вик в усадьбу Крайстчерч. Хоть эта область и была поселением людей на протяжении тысячелетий, но до 1800 года считалась в значительной степени отдалённой и бесплодной пустошью. В 1574 году граф Саутгемптона отметил, что эта территория была «лишена всякого жилья», и позднее в 1795 году герцог Ратлендский записал, что «…в этом бесплодном и некультурном месте не было человека, который мог бы направить нас».
В конце XIX и начале XX веков Борнмутский округ вырос и охватывает множество древних поселений вдоль реки Стаур, включая Лонгхем, где в 1932 году был найден череп, возраст которого предположительно 5500 лет. Так же были найдены могильники бронзового века близ Мордауна и глиняная посуда железного века на Восточном утесе в 1969 году. Основание мыса Хенгистбери, добавленное к району Борнмута в 1932 году, было местом гораздо более древнего палеолитического периода.
Во второй половине XVI века Джеймс Блаунт, 6-й барон Маунтджой, начал добычу квасцы в этом районе. В то время люди не заселяли устье реки Борн, и единственными постоянными посетителями этого района до XIX века были немногочисленные рыбаки и банды контрабандистов. В 1809 году компания Tapps Arms, торгующая алкоголем, выкупила участок в этой пустоши. Спустя несколько лет, в 1812 году, первые официальные жители, отставной офицер армии Льюис Трегонвелл и его жена переехали в их новый дом, построенный на земле, купленной у Tapps Arms. Этот район был хорошо известен Трегонвеллу, который во время наполеоновских войн проводил большую часть своего времени в изучении пустошей и береговых линии для манёвров.
Предвидя, что люди приедут в этот район, чтобы насладиться времяпрепровождением в море и прочей деятельностью, несущей пользу для здоровья, Трегонвелл в период с 1816 по 1822 годы построил на своей земле ряд вилл, которые он планировал сдавать в аренду. Распространённое мнение о том, что пропитанный расположенными неподалёку соснами воздух полезен при заболеваниях легких и, в частности, для профилактики туберкулеза, побудило Трегонвелла посадить сотни сосен. Эти ранние попытки сделать город популярным курортом принесли результат, и к тому времени, когда в 1832 году Трегонвелл умер, Борнмут превратился в небольшое сообщество с несколькими десятками домов, вилл и коттеджей.
После смерти Таппса, основателя компании Tapps Arms в 1835 году, его сын сэр Джордж Уильям Таппс-Гервис унаследовал поместье своего отца. Он нанял молодого местного архитектора Бенджамина Феррея для улучшения прибрежной зоны на восточной стороне реки. Первый отель Борнмута, позднее ставший частью отеля Royal Bath, был открыт в 1838 году и является одним из немногих зданий, спроектированных Ферри, функционирующих до сих пор. С этого периода Борнмут начал расти быстрыми темпами благодаря тому, что Таппс-Гервис начал осваивать этот регион подобно курортам на южном побережье Уэймута и Брайтона. Несмотря на огромные инвестиции, доля города на курортном рынке оставалась низкой. В 1841 году Таппс-Гервис пригласил врача и писателя Августа Гранвилля остаться. Гранвилль был автором книги «Курорты Англии», в которых рассказывалось о курортах по всей стране, и в результате своего визита он включил главу о Борнмуте во второе издание своей книги. Публикация книги привела к увеличению числа посетителей, верящих в лечебные свойства морской воды и соснового воздуха, помогло городу развиваться и занять место в списке туристического направления страны.
В то время, когда самым удобным способом добраться до города было море, пирс считался необходимостью. Приходской совет Холденхерста не хотел находить деньги на данную постройку, тогда местные жители собрали средства в частном порядке и в 1847 году профинансировали постройку небольшой пристани длиной 100 футов (30 м).

## Достопримечательности
- Борнмутский симфонический оркестр
- Пляж Борнмут
- Арт-галерея и Музей Искусств
- Hengistbury Head Beach (пляж)
- Alum Chine Beach (пляж)
- Lower Gardens (сад)
- Океанариум
- Southbourne Beach (пляж)
- Развлекательный центр Борнмута
- Boscombe Pier (пирс)
- Пирс Борнмута